# Wi Ha-joon
Wi Ha-joon (koreanska: 위하준), född Wi Hyun-yi (위현이) 5 augusti 1991 i Wando-gun, är en sydkoreansk skådespelare. Han är mest känd för sin roll som polisen Hwang Jun-ho i Netflix-serien Squid Game från 2021.

## Filmografi (i urval)
- 2012 – Peace in Them (kortfilm)
- 2016 – Goodbye Mr. Black (TV-serie)
- 2018 – Gonjiam: Haunted Asylum
- 2019 – Romance Is a Bonus Book (TV-serie)
- 2022 – Little Women (TV-serie)
- 2023 – Gyeongseong Creature (TV-serie)
- 2021–2024 – Squid Game (TV-serie)